# Sotto le bombe
Sotto le bombe (Sous les bombes) è un film del 2007 diretto da Philippe Aractingi.
Il film è ambientato nei giorni che hanno seguito la terza guerra israelo-libanese del 2006. La particolarità del film sta nel fatto che è stato effettivamente girato in quei giorni e proprio nel Libano meridionale martoriato dai recenti bombardamenti. Se si aggiunge che gli attori professionisti sono solo quattro e se si considera la passata esperienza del regista, non ci si sorprende del carattere spiccatamente documentaristico e come l'intento dell'autore sia quello di mostrare al mondo gli effetti nefasti di un ennesimo conflitto in un'area già pesantemente provata dalle guerre.
Presentato nell'ambito delle Giornate degli autori alla Mostra del cinema di Venezia del 2007, vi ha ottenuto l'EIUC Human Rights Film Award, per la sincerità ed imparzialità con la quale viene descritto un grande dramma dell'umanità rendendo omaggio alle vittime dello stesso.

## Trama
Zeina è urgentemente tornata in Libano dagli Emirati Arabi, dove lavora. Giunta a Beirut dopo un complicato viaggio attraverso la Turchia e la Siria, è in cerca di un taxi che la porti nella parte meridionale del paese, la zona dalla quale lei proviene è che è stata il teatro principale della guerra israelo-libanese appena conclusa. Zeina deve ritrovare il piccolo figlio del quale non ha più notizie da molti giorni e non trova nessuno disposto a darle un passaggio verso sud. Alla fine incontra Tony, un tassista anche lui originario del Libano meridionale, che accetta di accompagnarla, ovviamente dietro un lauto compenso.
Le ricerche vanno per le lunghe nonostante l'abilità di Tony che, comunque, appena può approfitta per portare avanti i suoi affari e si interessa alla donna solo perché vede in lei un'ottima fonte di proventi. Giunti nel villaggio nel quale il bambino era ospitato dalla zia, Zenia deve constatare la devastazione totale in cui versa il paese e in particolare come non sia rimasto più nulla della casa della sorella che, come confermano i vicini, è rimasta uccisa nei bombardamenti. La disperazione assale Zenia che però, dai racconti dei sopravvissuti del villaggio, scopre che il figlio Karim si sarebbe salvato e sarebbe stato portato in un altro luogo da un giornalista francese.
La caccia dunque prosegue, percorrendo strade che si interrompono per ponti crollati o per crateri che vi si sono formati, e seguendo piste alquanto incerte, fin quando, Zenia con determinazione ed ostinazione scopre l'esatto posto nel quale suo figlio è custodito, un monastero. Per prima cosa la mamma telefona al figlio per dirgli che lo andrà presto a prendere. All'accorata rassicurazione della madre, Karim non risponde nulla. Zenia è così, da un lato più serena per avere ritrovato il figlio, dall'altro allarmata dall'aspettarsi che questo sarà molto scioccato da tutto quello che ha vissuto.
Tony, intanto, nel seguire tutta la vicenda da vicino, si è via via immedesimato nella disperazione di una madre che non ritrova il proprio figlio. Nell'avvicinamento al monastero i due sono costretti a percorrere una strada secondaria, sicuramente minata e sorvegliata a vista. Quando si fa notte e Tony trova ospitalità in una casa di amici, contro il parere di tutti, Zenia insiste per proseguire, nonostante il buio e i rischi che con questo si moltiplicano. Il tassista dapprima le nega l'appoggio e poi, dimostrando un attaccamento ormai inscindibile, decide di accompagnarla. Perde anche l'auto ma alla fine riesce a portare Zenia a destinazione. Quando le suore presentano alla donna il figlio, di fronte le si presenta un bambino che ha solo il giubbino di questi, ma non è lui... Quel bimbo, rimasto solo al mondo, dice candidamente che Karim gli aveva dato il suo giubbetto, poi, mentre lui era riuscito a scappare, Karim era rimasto sotto le bombe.
Finita la ricerca e superata l'illusione, Zenia esce dal monastero insieme a Tony e portando con sé un bambino che non è suo figlio.

## Produzione

### Riprese
Aractingi, documentarista franco-libanese, decise di cominciare le riprese con il conflitto in corso.. Convocati gli attori dovette interrompere subito il suo progetto e rimandarlo di circa un mese, non appena il conflitto fu terminato nell'agosto 2006.
Così, insieme alle forze dell'UNIFIL, la troupe sbarcò in Libano e, sempre con l'aiuto delle forze di interposizione internazionali furono possibili le riprese nei luoghi appena usciti da 33 giorni di fitti bombardamenti.

## Riconoscimenti
- 2007 - Mostra internazionale d'arte cinematografica
  - EIUC Human Rights Film Award